# Twist and Shout/I Can't Explain
Twist and Shout/I Can't Explain è un singolo dei The Who, pubblicato nel 1984.

## Tracce
Lato A
1. Twist and Shout – 3:58 (Bert Russell, Phil Medley)

Lato B
1. I Can't Explain – 2:27 (Pete Townshend)